# Acantholimon hormozganense
Acantholimon hormozganense är en triftväxtart som beskrevs av Mostafa Assadi. Acantholimon hormozganense ingår i släktet Acantholimon och familjen triftväxter. Inga underarter finns listade i Catalogue of Life.